# Lucian Grigorescu
Pour les articles homonymes, voir Grigorescu.
Lucian Grigorescu, né le 1er février 1894 à Medgidia et mort le 28 octobre 1965 à Bucarest, est un peintre post-impressionniste roumain.

## Biographie
Lucian Grigorescu naît le 1er février 1894 à Medgidia.
Il étudie de 1912 à 1915 à l'École des Beaux-Arts de Bucarest auprès de G. D. Mirea, puis à l'Académie des Beaux Arts de Rome en 1920. Il obtient ensuite une bourse du gouvernement pour aller à Paris, où il fréquente en 1925 l'Académie de la Grande Chaumière et celle de Ranson.
Il meurt le 28 octobre 1965 à Bucarest.